# Chas (Oimbra)
Chas (llamada oficialmente Santa María das Neves das Chás) es una parroquia y un lugar del municipio español de Oimbra, en la provincia de Orense, Galicia.

## Toponimia
La parroquia también es conocida por los nombres de Santa María das Neves de Chas y Santa María de la Nieves de Chas.

## Organización territorial
La parroquia está formada por una entidad de población:
- As Chás

## Demografía
Gráfica demográfica del lugar y parroquia de Chas según el INE español:
| Gráfica de evolución demográfica de Chas entre 2000 y 2023 |
|                                                            |
| Datos según el nomenclátor publicado por el INE.           |